# 上条入道
上条 入道（かみじょう にゅうどう、生没年不詳）は南北朝時代の尾張国の地頭。

## 概要
南北朝時代に尾張国春日井郡上条城周辺を地頭として支配していた。
暦応3年（1340年） 荒尾宗顕と共に庄内川下流域に存在した円覚寺領尾張富田荘（現在の名古屋市中川区富田町）と、その周辺に存在した伊勢神宮領尾張国一楊、御厨の境界線争いを裁決した。後に出家して上条太郎左衛尉から上条左衛門大夫入道と呼ばれるようになった。

## 参考
- 『円覚寺文書』